# Christiane Steinmetzer
Christiane Steinmetzer (Luxemburg-Stad, 1948) is een Luxemburgs kunsthistoricus.

## Leven en werk
Steinmetzer is een dochter van Alfred Steinmetzer, die in 1971 de leiding kreeg over de Service des sites et monuments nationaux (SSMN). Ze studeerde kunstgeschiedenis aan de Koninklijke Academie voor Schone Kunsten van Brussel en gaf daarna les in Luxemburg. Samen met haar vader ontwierp zij postzegels met historische monumenten in Luxemburg in het kader van het Europees jaar van het architectonisch erfgoed (1975). In 1982 werd Steinmetzer conservator bij de SSMN, waar ze verantwoordelijk was voor het landelijke erfgoed. Van 2004 tot 2008 was ze directeur van de Service des sites et monuments nationaux. Ze is voorzitter van de Association des Châteaux Luxembourgeois Asbl.

## Onderscheidingen
- Commandeur in de Orde van de Eikenkroon (2004)[1]